# 杨收
杨收（816年—870年4月11日），字成之，同州冯翊（今陕西大荔）人，唐朝官员，唐懿宗年间任宰相。

## 生平
自称杨素之後，世居冯翊。父杨遗直。岭南节度使杨发之弟。十三善文咏，人稱神童，鄉人多來造訪，观其赋诗，竟压坏藩篱。会昌元年登第，累官翰林学士，杨收与左神策中尉杨玄价因同宗相结。累官中书侍郎同平章事。路岩任宰相时，有人编歌谣《嘲四相》：“确确无论事，钱财总被收。商人都不管，货赂（路）几时休？”说的就是当朝宰相曹确、杨收、徐商、路岩。因得罪杨玄价，咸通十一年（870年）二月被贬流放驩州，三月十五日在准备去驩州之际，被赐死在端州。

## 历任官职
- 会昌元年（841年）登进士第，年才二十六。
- 任杜悰淮南节度府推官，授秘书省校书郎。
- 辅佐宰相杜悰掌管度支，任巡官。
- 杜悰罢相，出镇东蜀，奏授掌书记，转协律郎。
- 杜悰移镇西川，复为观察判官。
- 宰相马植奏授渭南尉，充集贤校理，改监察御史。以次兄杨假仅为侯府从事为由相辞，得马植嘉许，重回西川任职。
- 裴休任宰相时，以杨收精通礼学，用为太常博士。
- 母丧，回苏州。
- 三年除服，崔铉（《旧唐书·杨收传》误作崔珙）罢相，外出镇淮南，以杨收为观察支使。
- 被征入西台，为侍御史，迁职方员外郎。
- 宰相夏侯孜领度支，用杨收为判官。
- 改司勋员外，判盐铁案，除长安县令，任满拜吏部员外郎。
- 前宰相杜悰、夏侯孜联合推荐，宰相令狐綯用杨收为翰林学士，以库部郎中知制诰，正拜中书舍人，赐金紫，转兵部侍郎、学士承旨。
- 结交神策左军中尉杨玄价，认为同宗族亲。不久被拜为银青光禄大夫、中书侍郎、同中书门下平章事（宰相）。
- 加金紫光禄大夫，改门下侍郎。
- 奏请在江西建镇南军，以镇压南蛮之乱，受到皇帝赞赏，升特进，拜尚书右仆射，依前侍郎门下平章事。
- 咸通八年（867年）十月，罢相。检校工部尚书，出为宣歙观察使。韦保衡继任宰相，揭发杨收收受贿赂百万钱，次年八月，再贬为端州司马。
- 又明年，徙于驩州。又令内养郭全穆赍诏赐死于端州。

## 子女
五子：
- 杨鑒，字文通
  - 杨弘，字伯寬
- 杨钜，字文碩
- 杨锷
- 杨鏻，字文豪
- 杨镐

## 杨收墓志
杨收以及其妻韦东真的墓志近年来出土于河南巩义。该墓志目前藏于洛阳私人收藏家手中。墓志盖文篆书"唐故相国特进右仆射弘农杨公墓志铭"，四煞装饰青龙、白虎、朱雀和玄武等四神和花卉，墓志92厘米见方，厚21厘米。墓志楷书，51行，满行50字，共2431字。四边装饰十二生肖和花卉。

唐故特进门下侍郎兼尚书右仆射同中书门下平章事弘文馆学士太清太微宫使晋阳县开国男食邑三百户冯翊杨公墓志铭并序
东都留守东都畿汝州都防御使银青光禄大夫检校刑部尚书兼判东都尚书省事御史大夫裴坦撰
我唐受命二百有余载，庙堂之上群公间出。房、魏行之于前，姚、宋继之于后。故有贞观、开元，声明礼乐，文物之盛，辉赫千古。暨于我皇，承十七叶之丕烈，帝家天下，光宅四海。厥有贤辅，冯翊杨公则其人欤？公讳收，字成之。得姓于周，伯侨昌有姬之胤，赤泉启大汉之封。自皇祖始居同州，循诸土断，今为同州冯翊人也。汉太尉廿二代孙，隋越公素之仍孙也。高祖讳悟虚，登制策极谏科，授杭州钱唐令，终朔州司马。曾祖讳幼烈，官至宁州司马。祖妣河南于氏。皇祖讳藏器，邠州三水县丞，娶伯舅日用之女。是生皇考讳遗直，贞元中，献封章，拜婺州兰溪县丞，转濠州录事参军，累赠尚书工部侍郎。娶河南元氏，父游道，登进士第。夫人追封河南郡太君，生公伯兄广州节度使发，仲兄常州刺史假。长孙夫人生公及前中书舍人、浙东观察使，今任汝州员外司马严。公伯仲叔季皆以人物、至行、孝睦、文章、礼乐，推重于时，譬犹珪璋琮璧，无有瑕刿，光明特达，各擅其美。公未龀喜学，一览无遗，五行具下，洎丱而贯通百家，傍精六艺。至于礼仪乐律、星筭卜卦，靡不究穷奥妙。宿儒老生，唇腐齿脱，洎星翁、乐师辈，皆见而心服，自以为不可阶。为儿时已有章句传咏于江南，为闻人矣。以伯仲未捷，誓不议乡赋，尚积廿年，涵泳霶渍于文学百家之说。洎伯氏仲氏各登高科后，公乃跃而喜曰：吾今而后知不免矣。亦犹谢文靖在江东之旨，时人莫可量也。将随计吏以乡先生，书至有司，阅公名且喜。未至京师，群公卿士交口称赞，荐章迭委，唯恐后时。至有北省谏官，始三日以补衮，举公自代，时未之有也。由是一上而登甲科。同升名者，皆闻公之声华而未面，牓下跂踵，迭足相押，于万众中争望见之。公幼不饮酒、不茹熏血，清入神骨，皎如冰硅，咸疑仙鹤云鸾降为人瑞，澹然无隅，洁而不染。始也，同门生或就而亲焉，则貌温言厉，煦然而和潜，皆动魄而敬慕之。久而归宁江南东，诸侯挹公之名，皆虚上馆以俟之。故丞相汝南公时在华州，先遟于客馆，劳无苦外，延入州，引于内阁，独设二榻，问公匡济之术。公抑谦而谢，久而不已，后对榻高话达旦，汝南得之心服，如饵玉膏饱不能已。至于大梁，时太原王公尚书彦威在镇，素闻公学识深博，先未面，一见后，与之探讨，王公礼学经术该通，近古无比，着《曲台新礼》初成，尽以缃袠全示。公详焉，因述礼意，及曲台之本意，王公敬服，命袌简以谢。其为前辈推重如此。过淮南，今江陵司徒杜公在镇，一见唯恐失之，遽请为节度推官，授秘书省校书郎。杜公入判度支，旋平章大政，皆以公佐理。杜公出镇东蜀，表掌书奏，转协律郎，后移镇西川，复以为观察判官。时公季弟严在东川佐故丞相汝南公幕，汝南未几薨于镇，杜公复邀置在西蜀。时公伯兄仲兄皆已在台省，公与季弟奉板舆在丞相幕中，入则并辔归侍，出则合食公堂。荣庆之盛，举世无比。入拜监察御史，转太常博士。丁太夫人忧，公天性至孝，殆不胜丧。始生七年，钟濠州府君之丧，不食五日，昼夜哭不绝声，目赤不开，泪胶其睑，人畏其遂将失明，欲傅之药，则曰：安有无天而忍视日月乎？得瞽为幸！长孙夫人博通经史，志尚真寂，一章一句皆教导之。公始孤，得经史之文于夫人之训，求经史之意于伯仲之诲。然天资悟达，盖生而知之。服既除，故丞相魏国崔公镇淮南，奏在幕中，授检校尚书司勋员外郎，征入西台，为侍御史，迁职方员外郎，改司勋员外，判盐铁案，除长安县令，拜吏部员外郎。未几，召入内廷为学士，兼尚书库部郎中知制，迁中书舍人，旋授尚书兵部侍郎，充承旨学士。恩意日隆，未周星，拜银青光禄大夫、中书侍郎、同中书门下平章事。俄加金紫光禄大夫，改门下侍郎。时圣主留心政事，求理意切，喜得新相。虽旧人皆在列，独属目焉。公于理道相业军国之机出于天资，人之所难，折若斤斧。内有刀尺，外无锋铓。落笔如神，率皆破的。时也，南蛮攻陷邕、交，官军屡有败失，征发挽运，远迩艰虞。上意切在攻讨，督战亦急。公奏于江西建制镇南军以统之，稍减北兵。独以洪、虔等州强弩三万人皆劲卒锐师，习于土风，始至邕南，大破蛮寇，奔北詟窜，如山摧地陷，煞戮数十万。威声大振，驿骑以闻。上大喜，嘉公之谋，阶升特进，拜尚书右仆射，依前侍郎门下平章事。既而自推忠正，体国意深，颇露真刚，善善恶恶，稍渐分白，始为亵近者之所疑矣。时有侍从大臣上议宗祧如汉匡衡事，上未之许而下其事。公以为非礼，因独上疏，恳陈所议，上以公居宰辅，当与百寮定议，不膺独疏。由是不悦，后数日罢相，出为宣州观察使，未期月，重贬端州司马。又明年，徙于驩州。方理舟抵日南，三月望薨于端溪，享年五十有五。海内士人，惨然相吊。公夫人京兆韦氏，封韩国夫人。父审规，皇寿州刺史兼御史中丞，赠左散骑常侍。族望高华，缨緌百世。女仪妇道为时表则，克尽孝敬以奉尊嫜，鸾凤协德，和鸣嗈嗈。自居公丧，惊惶泣血，哀哭日夜，号不绝音，后数月竟殁于公丧侧。男子五人，长曰鉴，至性孝悌，袭于门风，礼乐儒范，不学而至矣。次曰钜、曰锷、曰鏻、曰镐。女子四人，长女嫁进士张恽，今为连州桂阳县尉员外同正，余未笄。公昆弟四人，率用文华，声光友睦，次第取殊科，赫弈当代。公生而才智有异，二昆奇之，尝私曰：我家汉代四世五公，历魏晋及隋，蔚有光耀，将绍继者，将在此子乎？公既登台辅，器局恢弘，能断大事，当轴奉公，不顾细忌，已为近臣侧目。公犹不悟，日就月将，罙其深矣。至于是而无怨，乃曰：萧长蒨有师资之重，陈仲举居太傅之尊，犹不克免，我生平为善，尚不蒙报，况不为善，其能免乎？公玉季自服公丧，衔哀茹毒，昼夜啜泣，过时衣服不除，恒如在丧纪。进状乞解官，亲奉丧事，会有恩制，自涔阳移官汝海。爰自沅江，迎护丧榇，抵于汝洛。果蒙皇泽，昭洗克复，官勋爵制，一以还之。舍人抚视诸孤，且慰且号，哀哀衔恤，克用咸通十四年二月廿五日与韩国夫人同归窆于河南府巩县巩川乡桥西村，用古法祔于先公侍郎墓左，礼也。坦早与公伯仲游友，遂皆兄余而加敬焉。以愚尝铭广州之墓详实，乃与其孤鉴等议文志。而哀号泣余而请，固谢不敢当，使者往复四三，讫让不获，又以世系历官形事功状而至，是何敢辝？谨序而为铭曰：
清浊始分，有乱有理。兴替在运，决不以义。治具既设，将奋而否。时之未泰，匪我之踬。抑抑相君，生而特异。学授慈亲，文通伯氏。嶷然既成，杰为庙器。兆兴爵祥，昌于鱼瑞。厥初有光，在汉太尉。关西右族，焕乎秉赐。耿耿烈烈，莫克终既。刚正之风，贯于万祀。珪璧琳琅，伯仲叔季。满室芝兰，盈庭朱紫。洎公入相，恩洽鱼水。偘然庙朝，山苞岳峙。忠正有依，黠吏知畏。人皆向方，大君注意。建军镇南，折冲万里。强弩三万，刷国之耻。蛮蜒摧败，势沮气死。狙猱詟窜，黎元悦喜。决败筭成，效于屈指。惟帝念功，特进端揆。奏疏引经，宗祧大事。理宜据古，勿容轻议。正言不入，大道多訾。公胡不悟，如簧深矣。弘博闳达，不护细忌。追踪远祖，焜耀青史。盛德大业，未极斯已。道固难行，恩胡可恃？殁无怨色，言必及义。儒菀伟人，庙堂君子。所不尽者，昌于令嗣。

## 延伸阅读
[在维基数据编辑]
 在维基文库阅读此作者作品
 《舊唐書/卷177》，出自刘昫《舊唐書》
 《新唐書·卷184》，出自《新唐書》